# Teamführung
Bei der Teamführung beeinflusst eine Führungskraft im Rahmen des operativen Führungskonzeptes ein Team bzw. einzelne Mitglieder der Arbeitsgruppe unter Berücksichtigung der jeweiligen Gruppensituation und unter Einsatz von Führungsinstrumenten auf einen gemeinsam zu erzielenden Gruppenerfolg (z. B. Gruppenleistung) hin.
Teamführung meint die Funktion der Steuerung des Rahmens, in dem das Team seine volle Leistungskraft entwickelt. Hierbei sind die organisatorische Einbettung (z. B. Budgets, Ressourcenbeschaffung, technische Infrastruktur) ebenso bedeutsam wie die Zusammenarbeit mit externen Ansprechpartnern (z. B. Zulieferern, Abnehmer, Kunden und Geldgebern) und die Gestaltung von Formen von Führung (z. B. Beschlussfindung, Commitments, Reporting) und Zusammenarbeit (z. B. Fehlerkultur, Vertrauensbildung oder Konflikthandhabung).
Teamführung erfolgt durch Führungskräfte als Teamleiter in Organisationseinheiten wie Hochschulen, Schulen, Unternehmen, Behörden, beim Militär und in Sportvereinen. Sie wird auch als Gruppenmanagement und Teammanagement bezeichnet. In der Pädagogischen Psychologie spricht man heute von Klassenführung.
Gruppendynamik ist die Wissenschaft, die sich mit Gruppenprozessen und deren Steuerung befasst.
Nach Weinert sind Führungskräfte heute in vielen Fällen auf die Teamführung schlecht oder gar nicht vorbereitet. Deshalb ist der Bedarf an Informationen zur Gruppenführung sowohl in der Führungspraxis als auch in der Wissenschaft hoch. Aktuelle Forschungsbefunde verweisen auf die zunehmende Bedeutung pluraler Führungsansätze (Plural Leadership). Hierunter fallen u. a. Shared Leadership, Collective Leadership sowie Distributed Leadership.

## Sozialpsychologische Gruppenforschung
Die sozialpsychologische Gruppenforschung (insbesondere Organisations- und Personal- und Führungspsychologie, Personalwirtschaftslehre) beschäftigt sich seit vielen Jahren mit dem Phänomen der Team- bzw. Gruppenführung. Nach Lutz von Rosenstiel fehlt dazu allerdings eine umfassende und aussagefähige Theorie.
Bastine hat in einem Aufsatz zur Gruppenführung bereits in 1972 gezeigt, wie abhängig das allgemeine Führungsverhalten von Gruppenvariablen ist und nennt insbesondere:
- Gruppengröße,
- Äußere Umgebung der Gruppe,
- Gruppenaufgabe,
- Personelle Gruppenzusammensetzung,
- Gruppennormen und
- Hierarchisches Niveau.

Außerdem können die Qualifikation und Motivation der geführten Personen, die für die Gruppe bzw. die Führungskraft bereitstehenden Ressourcen und die Normen der jeweiligen Organisation genannt werden.
Die aktuelle sozialpsychologische Gruppenforschung kommt u. a. zu folgenden Resultaten:
- Die Führung von Gruppen ist etwas anderes als die Individualführung.
- Die Teamführung ist erheblich komplexer als die Führung von Individuen.
- Die effiziente Führung von Teams erfordert die Erforschung separater Führungsinstrumente.

Aus dieser Erkenntnis kann abgeleitet werden, dass nicht nur Führungsinstrumente für einzelne Gruppenmitglieder, sondern auch für Teams zu entwickeln sind (vgl. Horst-Joachim Rahn).

## Führung einzelner Gruppenmitglieder
Es sind zunächst Thesen zur Führung einzelner Gruppenmitglieder vorzustellen, bevor auf die Führung von ganzen Gruppen eingegangen wird. Hinsichtlich der Führung einzelner Gruppenmitglieder sind folgende Thesen zu unterscheiden:
- Ein leistungsstarkes Gruppenmitglied ist durch entsprechende Leistungsanreize zu fördern, z. B. durch Verwirklichungs-, Partizipations-, Arbeits- und Entwicklungs- und Statusanreize. Überdurchschnittliche Leistungen sind zu loben.
- Ein informeller Gruppenführer ist als positiver Gruppenstar ebenfalls zu fördern, da er sich für das Gruppenleben und für das Erreichen der Gruppenziele intensiv einsetzt. Seine Beiträge sind von der Führungskraft im Gespräch zu würdigen.
- Ein Ehrgeizling gilt in der Gruppe als unangenehmer Streber, der ohne Teamgeist rücksichtslos seine eigenen Interessen durchsetzt. Er ist von der Führungskraft zu bremsen, da er nur seine eigene Karriere im Auge hat und reine Individualrollen spielt.
- Ein Intrigant ist vom Vorgesetzten zu bremsen, wenn er Mobbing betreibt und aufgrund seiner falschen Gesinnung gegenüber den Kollegen hinterlistig auftritt. Die Gruppe ist vor seinen Intrigen zu schützen.
- Eine leistungsschwache Person ist als Kann-nicht-Typ anzuspornen, damit dieser seine Antriebsschwächen bekämpft bzw. seine Kenntnisse und Fertigkeiten verbessert. Es ist nach den Gründen der Schwäche zu suchen.
- Ein Drückeberger ist als Will-nicht-Typ aus seiner Leistungsreserve zu locken und anzuspornen, damit er seine Bequemlichkeitsmotive verdrängt. Er sollte zu der Einsicht gelangen, dass er durch sein Verhalten der Gruppe schadet.
- Eine Frohnatur bzw. ein ausgleichender Typ sind hinsichtlich ihres Verhaltens von der Führungskraft wertzuschätzen, z. B. durch Anerkennung ihrer Gruppenbeiträge bzw. durch Würdigung ihrer Gruppenerhaltungsrollen.
- Ein Gruppenclown ist durch gütige Strenge zu bremsen, da er die ganze Gruppe mit seinen überzogenen Späßen zu ungezügelter Ausgelassenheit treibt und durch sein Verhalten die Gruppe von der Leistung abbringt.
- Ein frecher Typ ist ebenfalls zu bremsen, wenn er die Führungskraft provoziert, unbeherrscht und gegenüber der Führungskraft zuweilen anmaßend auftritt. Um gegensteuern zu können, ist immer nach den Gründen der Frechheit zu suchen.
- Ein Neuling ist von der Führungskraft in die Gruppe zu integrieren, damit er möglichst bald von der ganzen Gruppe aufgenommen und akzeptiert wird, z. B. durch Einzel- bzw. Gruppengespräche, Zuordnung eines Mentors bzw. Paten.
- Dem schüchternen Typ fehlt in der Regel der Mut, seine Kenntnisse und Fähigkeiten gegenüber der Umwelt zu zeigen. Er ist von der Führungskraft zu ermutigen, damit er seine Gehemmtheit und seine Ängste bekämpfen kann.
- Ein problembeladener Typ musste harte Schicksalsschläge hinnehmen. Er ist von der Führungskraft zu ermutigen, damit er über seine Probleme hinwegkommt, d. h., es ist Hoffnung zu geben, Verständnis zu zeigen und konkrete Hilfe anzubieten.
- Ein Außenseiter ist ebenfalls in die Gruppe zu integrieren, weil er das Schwarze Schaf der Gruppe ist und von der Mehrheit der Gruppenmitglieder nicht akzeptiert wird, weil er z. B. ständig gegen die Gruppennormen verstößt.

## Führung von Teams
Gegenüber der bisher dargestellten Führung einzelner Gruppenmitglieder ist die kollektive Führung von Teams ein deutlich komplexeres Unterfangen. Hierzu gibt es folgende Thesen:
- Die leistungsstarken Teams sind von der Führungskraft durch angemessene Arbeitsanreize zu fördern und durch anspruchsvolle Tätigkeiten zu fordern. Durch Gruppenlob wird der Zusammenhalt der Gruppe bestärkt.
- Die leistungsschwachen Teams sind von der Führungsperson so anzuspornen, dass sie ihre Schwächen überwinden. Dazu ist es nötig, deren Ursachen zu ergründen. Wer als Vorgesetzter schwache Gruppen von vornherein als Versager ansieht, macht sie zu solchen.
- Die Teams mit Leistungsreserven sind so anzuspornen, dass die Gruppenziele erreicht werden, z. B. durch Partizipationschancen, Wecken von Neugier, durch Herausforderungen und durch Aktivierung des Selbstwertgefühls.
- Die unruhigen Teams und vor allem die Chaotengruppen, die durch ungezogenes Verhalten auffallen, sind durch gütige bzw. verständnisvolle Strenge zu bremsen, damit sie auf den richtigen Weg gebracht werden.
- Die problembeladenen Teams sind von der Führungskraft zu ermutigen, damit sie ihre Schwierigkeiten überwinden und zur Leistung finden, z. B. durch aktives Zuhören, Aufmunterungen und Hilfsbereitschaft.
- Die stillen Teams sind ebenfalls zu ermutigen, um ihnen mehr Selbstbewusstsein und Courage zu vermitteln. Harte Zurechtweisungen sind zu vermeiden. Gruppengespräche können dazu beitragen, dass diese Gruppen mehr aktivieren.
- Die neuen Teams sind in die Organisation zu integrieren, damit sie sich bald etablieren können und Akzeptanz finden, z. B. durch gezielte Informationen, Einführungsseminare, Einarbeitung, Zuordnung eines Gruppenmentors.

## Erfolgreiche Teamführung
Erfolgreiche Teamführung hängt ab von:
- der Persönlichkeit des Führenden, die sich in der Individualstruktur einer Führungskraft zeigt, z. B. durch die Verwirklichung der personalen Identität, die Intelligenz, den Charakter und das eigenständige Verhalten;
- den Führungsinstrumenten, die von der Führungskraft eingesetzt werden, z. B. Weisungen, Anreize (z. B. Entgelt, Motivation), Informationen, Gespräche, Delegieren, Lob, Tadel, Sanktionen, Beurteilungen;
- den Gruppenmitgliedern, deren Merkmale und Verhaltensweisen die Art der Führung erheblich beeinflussen, z. B. Motive, Kenntnisse, Fertigkeiten, Erwartungen, Rollenmerkmale, Antriebe und Gesundheit;
- dem Team als Ganzes, dessen Struktur sich auf die Gruppenführung durch die Führungskraft auswirkt, z. B. die Gruppengröße, die Gruppenaufgabe, der Gruppenzusammenhalt und die Zusammensetzung der Gruppe;
- der Situation des Teams, die durch das private Umfeld der Gruppe, durch ihre Arbeitssituation, die Gesamtsituation der Organisation und durch deren Umfeld (z. B. Klima, konjunkturelle Lage) geprägt wird;
- der Erfüllung von Zielen, welche aus Leistungszielen des Teams (z. B. bessere Noten, mehr Umsatz, höhere Leistungsmengen), Erhaltungszielen (weniger Fehlzeiten im Team) und Zufriedenheitszielen der Gruppenmitglieder bestehen.

Wenn ein Team Erfolg haben soll, dann muss es von seinem Leiter entsprechend geführt werden. Der Teamerfolg besteht aus:
- Dem Gruppenleistungserfolg, der das sachliche Ergebnis offenlegt, das durch die Aktivitäten der Beteiligten erreicht wird. Er ist mitunter relativ einfach messbar, indem die Erfüllung der Leistungsziele (Soll-Werte) geprüft wird.
- Dem Gruppenerhaltungserfolg, der sich im Zusammenhalt der Gruppenmitglieder zeigt, wenn sie sich beispielsweise gegenseitig helfen. Durch dieses Verhalten in der Gruppe kann ihr Fortbestehen gesichert werden, z. B. durch geringere Fluktuation.
- Dem Individualerfolg, der sich aus dem Grad der Arbeitszufriedenheit des einzelnen Gruppenmitglieds ergibt. Die Erfüllung der Zufriedenheitsziele lässt sich durch Beobachtung bzw. Befragung ermitteln.

Erfolgsorientierte Führungskräfte bzw. Gruppenmitglieder sollten sich so verhalten, dass sowohl der leistungsbezogene und der erhaltungsbezogene Erfolg als auch der Individualerfolg erreicht werden.